# Mark O’Connor
Mark O’Connor (Seattle, 1961. augusztus 5. –) amerikai Grammy-díjas multiinstrumentalista zenész.

## Pályafutása
Az amerikai country-hegedülést egy texasi hegedűstől tanulta. Tizenhárom évesen megnyerte minden korosztály nagydíját a Nashville-i versenyen. Ekkor fedezte fel Stéphane Grappelli, és hamarosan együtt lépett fel vele a turnéin.
O’Connor nemcsak hegedül, de mandolinon és gitáron is játszik. Tizenkilenc évesen már egymás után nyert mind amerikai, mind nemzetközi versenyeket ezeken a hangszereken. Olyan művészekkel koncertezik, mint Paul Simon, The Judds, David Grisman, Béla Fleck, Jerry Douglas, Edgar Meyer, Yo Yo Ma, Nadja Salerno-Sonnenberg, Ida Kavafian, Joel Smirnoff.
Ugyanakkor gazdagította az amerikai klasszikus zenét is. A Londoni Filharmonikusok, a Chicagó-i Szimfonikusok is játsszák műveit. Oktat mesterkurzusokon a Juilliard Schoolban, a Harvard Egyetemen, a Berkeley College-ban, a Clevelandi Egyetemen.

## Albumok
2011-2018
- Mark O’Connor Band Live! (2017)
- Coming Home (2016 Rounder Records / Concord Music Group)
- Duo. (2015)
- Mark O’Connor Christmas Tour LIVE DVD (2014 )
- MOC4 (2014)
- The Improvised Violin Concerto - CD/DVD (2013)
- America On Strings (2012)
- American Classics (2012)
- An Appalachian Christmas (2011)

2001-2010
- Jam Session (2010)
- String Quartets No. 2 and 3 (2009)
- Americana Symphony (2009 OMAC)
- The Essential Mark O’Connor - Sony Classical (double CD) (2007)
- Folk Mass (2007)
- Fiddle Camp - Vol. 1 (2006)
- Mark O’Connor’s Hot Swing Trio Live in New York (2005)
- Double Violin Concerto (2005)
- Crossing Bridges (2004)
- Thirty-Year Retrospective (2003)
- In Full Swing (2003)
- The American Seasons (2001)
- Hot Swing! (2001)

1991-2000
- Appalachian Journey (2000 Sony Classical)
- Fanfare for the Volunteer (1999 Sony Classical)
- Midnight on the Water (1998 Sony Classical)
- Liberty! (1997 Sony Classical)
- Appalachia Waltz (1996 Sony Classical)
- The Fiddle Concerto (1994 Warner Bros.)
- The Night Before Christmas (1993 Rabbit Ears)
- Heroes (1993 Warner Bros.)
- Johnny Appleseed (1992 Rabbit Ears)
- New Nashville Cats (1991 Warner Bros.)

1974-1980
- Soppin’ the Gravy (1979)
- On the Rampage (1979)
- Markology (1978)
- Pickin’ in the Wind (1975)
- National Junior Fiddling Champion (1974)

1981-1990
- Retrospective (1990)
- On the Mark (1989)
- Strength In Numbers, The Telluride Sessions (1989)
- Championship Years (1989)
- Championship Years Book (1989)
- Elysian Forest (1988 Warner Bros.)
- Stone From Which the Arch Was Made (1986)
- Meanings Of (1985)
- False Dawn (1982)

## Díjak
Grammy-díjak
- 1991: a legjobb hangszeres country lemez,
- 2000: a legjobb klasszikus crossover album,
- 2016: a legjobb bluegrass[3] album.